# Guillermo Fariñas
Guillermo "El Coco" Fariñas Hernández (n. 3 ianuarie 1962, Santa Clara, Cuba) este un disident cubanez.
Guillermo Fariñas este de profesie psiholog (doctor în psihologie), dar lucrează și ca ziarist independent. A făcut 23 de greve ale foamei ca protest împotriva regimului comunist din Cuba.

## Viața
Este fiu al unui membru al forțelor armate cubaneze care a luptat în Congo sub conducerea lui Che Guevara în anii 1960.
Fariñas a fost el însuși membru al forțelor armate cubaneze care au luptat în Angola, fiind medaliat în 1981, când era sub comanda colonelului Antonio Enrique Luzon și a fost rănit în luptă. În 1982 Fariñas a fost trimis la Tambov, lângă Moscova, URSS pentru la o școală militară. În 1993, reîntors în Cuba, a fost ales secretar-general al sindicatului muncitorilor din domeniul sănătății. În 1995 a fost închis după ce a dezvăluit activități corupte ale directorului spitalului.

## Greva foamei din 2006
Guillermo Fariñas a spus că este pregătit să-și dea viața pentru cauza luptei împotriva cenzurii în Cuba. A făcut 23 de astfel de greve ale foamei.
În 2006 a făcut o grevă a foamei de 7 luni împotriva cenzurii Internetului în Cuba. A întrerupt-o în toamna anului 2006 din cauza unor probleme serioase de sănătate. A atras atenția lumii asupra sa și a primit un premiu din partea organizației Reporteri fără frontiere în 2006,. O altă distincție pe care a primit-o este „Premiul pentru drepturile omului” pe 2006 al orașului Weimar, Germania.

## Greva foamei din 2010
În 26 februarie 2010 a declarat din nou greva foamei ca protest împotriva morții disidentului cubanez Orlando Zapata Tamayo. A declarat că va continua greva foamei până când 26 de alți disidenți cubanezi încarcerați, care sunt grav bolnavi, sunt eliberați. În aprilie 2010 era la spital în orașul natal Santa Clara, fiind hrănit intravenos după ce a leșinat acasă pe data de 11 martie.

## Reacțiile guvernului cubanez
Ziarul cubanez Granma a susținut că problemele juridice ale lui Fariñas au început "din cauza unei altercații fizice cu o colegă de serviciu- nu din cauza politicii", iar autoritățile cubaneze l-au descris ca fiind un „agent al Statelor Unite și un criminal”.
Pe data de 3 iulie 2010, guvernul cubanez a declarat că Guillermo Fariñas este aproape de moarte.
Pe data de 8 iulie 2010, Guillermo Fariñas a încetat greva foamei.

## Distincții
- Premiul Saharov, 2010[10]